# Comuna Șepreuș, Arad
Șepreuș (în maghiară Seprős, în germană Besendorf) este o comună în județul Arad, Crișana, România, formată numai din satul de reședință cu același nume.

## Așezare
Comuna Șepreuș este o localitate așezată în partea de vest a României, practic teritoriul comunei se întinde în Campia de Vest (Campia Tisei), în plină câmpie joasă a Crișurilor, în unitatea de câmpie a Cermeiului. Comuna este încadrată natural între Crișul Negru în partea nordică și Crișul Alb în partea sudică, prin Valea Teuzului afluent principal al Crișului Negru și este brăzdată de pârâul Sartiș, acum în parte canalizat și canalul Binișel, fost pârâu.
Matematic, după coordonatele geografice sau matematice, comuna Șepreuș este așezată între:
- paralele de 46 grade, 35 de minute și 46 de grade, 40 de minute latitudine nordică,
- meridianele de 21 de grade,40 de minute și de 21 de grade,50 de minute longitudine estică.
Așezarea matematică a comunei a influențat și determinat existența unui climat temperat continental, moderat de tranziție, cu influență oceanică, care a stabilit în timp, alături de condițiile naturale, practicarea unor culturi agricole specifice: cereale, plante industriale și creșterea animalelor: bovine, ovine, porcine și diferite specii de păsări.
Condițiile geologice ale teritoriului comunei Șepreuș – practic teritoriul comunei Șepreuș, situat în Campia Cermeiului, se încadrează în câmpia aluvionară de subsidență.
Caracteristicile reliefului comunei Șepreuș – Campia teritoriului comunei Șepreuș face parte din Câmpia Cermeiului cu următoarele trepte:
-         Câmpiile înalte (peste 100 m): Câmpul Orășteșului, Miclăușului, Dorongușului, Pustei, Pădurița, Ioancii, Rozman și Ceichii – în aceste câmpuri înalte panza freatică se află la adâncimi mai mari de 5 metri;
-         Câmpiile joase (sub 100 m): Câmpul Belocului, Zoltan, Ghizu, Momac, Lupu, Iugăre, Crăciun;
-         Luncile paraului Teuz și canalului Sartiș
Administrativ teritorial comuna Șepreuș se află în partea central nordică a județului Arad,județului Arad, la o distanță de 63 Km față de municipiul Arad.
Vecinii comunei sunt:
-         spre nord - comuna Apateu cu satul   Berechiu;
-         spre est – comuna Cermei cu satele Șomoșcheș și Moțiori;
-         spre sud – Sintea Mare cu satele Țipari și Adea;
-         spre vest – comuna Mișca cu satele Satu Nou, Vanători și Zerindu Mic.

I

## Demografie
Componența etnică a comunei Șepreuș
     Români (67,51%)
     Romi (26,82%)
     Alte etnii (0,07%)
     Necunoscută (5,6%)
Componența confesională a comunei Șepreuș
     Ortodocși (62,97%)
     Penticostali (22,31%)
     Adventiști (7,81%)
     Alte religii (0,98%)
     Necunoscută (5,92%)
Conform recensământului efectuat în 2021, populația comunei Șepreuș se ridică la 2.752 de locuitori, în creștere față de recensământul anterior din 2011, când fuseseră înregistrați 2.481 de locuitori. Majoritatea locuitorilor sunt români (67,51%), cu o minoritate de romi (26,82%), iar pentru 5,6% nu se cunoaște apartenența etnică. Din punct de vedere confesional, majoritatea locuitorilor sunt ortodocși (62,97%), cu minorități de penticostali (22,31%) și adventiști (7,81%), iar pentru 5,92% nu se cunoaște apartenența confesională.

## Politică și administrație
Comuna Șepreuș este administrată de un primar și un consiliu local compus din 11 consilieri. Primarul, Ioan Pintean[*], de la Partidul Național Liberal, este în funcție din 2016. Începând cu alegerile locale din 2024, consiliul local are următoarea componență pe partide politice:
|  | Partid                          | Consilieri | Componența Consiliului | Componența Consiliului | Componența Consiliului | Componența Consiliului |
|  | ------------------------------- | ---------- | ---------------------- | ---------------------- | ---------------------- | ---------------------- |
|  | Partidul Național Liberal       | 4          |                        |                        |                        |                        |
|  | Alianța pentru Unirea Românilor | 4          |                        |                        |                        |                        |
|  | Partidul Social Democrat        | 2          |                        |                        |                        |                        |
|  | Partidul Mișcarea Populară      | 1          |                        |                        |                        |                        |

## Simboluri
Stema comunei Șepreuș se compune dintr-un scut triunghiular roșu cu marginile rotunjite, tăiat de o fascie undată, albastră. În partea superioară, este reprezentată o construcție, de argint, cu o ușă de intrare, flancată de patru ferestre și două turnuri cu acoperiș trapezoidal. În vârful scutului, pe un postament îngust, se află o troiță atipică, de argint, compusă din două coloane care se unesc în semicerc, în partea de sus, suprapuse de o cruce cu trei brațe. De o parte și de alta a postamentului se află două plăci, de argint, cu câte un text.Scutul este timbrat de o coroană murală de argint cu un turn crenelat. Construcția monumentală ridicată în secolul al XIX-lea evocă unul dintre cele patru castele ale familiei armene Czáran din localitate. Troița amintește de participarea locuitorilor la revolta anticomunistă din perioada 31 iulie-1 august 1949. Fascia undată simbolizează râul Șepreuș, care dă denumirea localității. Coroana murală cu un turn crenelat semnifică faptul că localitatea are rangul de comună.

## Atracții turistice
- Monumentul Eroilor din satul Șepreuș

## Personalități
- Iustin Petruțiu (1878 - 1966), deputat în Marea Adunare Națională de la Alba Iulia 1918;
- Romul Veliciu (1881 - 1920), deputat în Marea Adunare Națională de la Alba Iulia.